# Priscilla Mensah
Priscilla Mensah (* 19. April 1974) ist eine ehemalige ghanaische Fußballspielerin auf der Position der Torhüterin.

## Karriere
Mensah kam während ihrer Vereinskarriere für die Post Ladies (1999) zum Einsatz und soll 2002 in den Vereinigten Staaten gespielt haben.
Die Torhüterin nahm mit der ghanaischen Nationalmannschaft („Black Queens“) an den Weltmeisterschaften 1999 teil, wurde dabei jedoch wie drei ihrer Teamkolleginnen nicht eingesetzt.